# Pedro González Vallejo
Pedro González Vallejo (Soto de Cameros, 22 de septiembre de 1770-Madrid, 30 de abril de 1842), sacerdote católico español, fue obispo de Mallorca y Primado de España como arzobispo de Toledo —no reconocido por la Santa Sede—; diputado por Soria en 1820, presidente de la Cámara de diputados del 24 de septiembre de 1821 al 27 de octubre de 1821, presidente del Estamento de Próceres en 1835 y senador por la provincia de Logroño de 1837 a 1842.

## Biografía
Miembro de una familia acomodada, estudió derecho y se doctoró en cánones por la Universidad de Zaragoza. Ganó por oposición el curato de la iglesia de San Clemente de Segovia y en 1791 una plaza de canónigo en su catedral. En el cabildo segoviano gozó de la protección del obispo José Sáenz de Santa María, también riojano, que lo nombró vicario general y en 1806 tesorero. Al producirse la ocupación francesa el anciano obispo buscó refugio con los patriotas en Cádiz, donde murió, quedando la administración del obispado a cargo de González Vallejo que, en sintonía con Félix Amat, abad del Real Sitio de La Granja, exhortó al clero diocesano y a sus feligreses a mantener la tranquilidad y sujetarse a la obediencia al rey José I Bonaparte para preservar la paz. Al finalizar la contienda cesó en el gobierno de la diócesis pero mantuvo la canonjía y las buenas relaciones con los sobrinos del obispo difunto y con el nuncio Giacomo Giustiniani. Posiblemente por influencia de este en 1819 el rey Fernando VII lo nombró obispo de Mallorca, aunque su nombre no figuraba en la terna presentada por el Consejo de Castilla.
Solo unos meses después de tomar posesión de la sede episcopal el pronunciamiento de Riego permitió la formación de un gobierno liberal y la restauración de la Constitución de 1812, con la que fue elegido diputado por Soria, circunscripción a la que en ese momento pertenecía Cameros. Como había hecho durante la ocupación francesa, González Vallejo llamó a sus diocesanos al acatamiento de la nueva situación y del gobierno legítimo amparado en un fuerte sentido providencialista y haciendo llamamientos a la caridad cristiana. Defensor de la Constitución que ponía fin al absolutismo y traía un gobierno moderado, acató del mismo modo la supresión del tribunal de la Inquisición, innecesario para garantizar la integridad y pureza de la fe, según escribía en una circular al clero de la diócesis, recordando que durante muchos siglos la Iglesia había florecido sin ese tribunal.
Las circulares y cartas pastorales dirigidas a sus diocesanos y su participación en la Cortes, como presidente de la Comisión eclesiástica encargada de tratar de los bienes del clero, hicieron que se le tuviera por un liberal exaltado y, en mayo de 1824, una vez restaurado el absolutismo, el rey junto con el nuncio forzaron su renuncia al episcopado, con amenaza de destierro y confinamiento lejos de la isla si no lo hacía. Tras presentar la renuncia en agosto se le permitió retirarse a Roma, con una pensión anual de sesenta mil reales sobre los frutos y rentas de la diócesis otorgada por el rey para que pudiese mantenerse con dignidad y acabar de pagar los gastos que como obispo y diputado había tenido que afrontar. Fijó su residencia en Aix-en-Provence, a donde llegó enfermo, hasta la muerte de Fernando VII. De regreso a España en abril de 1834 fue nombrado miembro de la junta eclesiástica encargada de la reforma del clero, prócer del reino y presidente del Estamento de próceres en 1836 y luego, al transformase esta cámara en Senado por la Constitución de 1837, senador por la provincia de Logroño, a la que había quedado adscrita Soto de Cameros. 
Al morir el cardenal Pedro Inguanzo Rivero, el 30 de enero de 1836, la regente María Cristina de Borbón comunicó al cabildo que había elegido para sustituirlo como arzobispo de Toledo a González Vallejo y reclamó al cabildo que lo nombrase gobernador de la diócesis, a lo que se habían adelantado los capitulares nombrando por su cuenta un Consejo de Gobierno que no era del agrado del gobierno civil por integrarse en él eclesiásticos que no habían ofrecido su adhesión a la reina gobernadora. El 15 de febrero el cabildo celebró sesión plenaria y en votación secreta cedió a las pretensiones del Gobierno, nombrando gobernador a González Vallejo, pero no pudo ser confirmado en el episcopado al no haber reconocido la Santa Sede a Isabel II. En tales condiciones ejerció la administración de la diócesis por medio de su vicario general —siempre residió en Madrid—, enfrentándose a la fuerte resistencia que le opuso el cabildo y la mayor parte del clero diocesano, dentro del que figuraban varios párrocos que fueron privados de licencias, confinados o trasladados a otras parroquias por su apoyo a las partidas carlistas que actuaban en la zona. Frente a quienes pedían su dimisión, defendió en un Discurso canónico-legal sobre los nombramientos de los gobernadores hechos por los cabildos (Madrid, 1839) la legitimidad de los nombramientos hechos en las personas designadas por el rey, discurso que en medios eclesiásticos absolutistas fue tachado de jansenista. La regencia de Espartero tensó más la situación, al aumentar las injerencias del poder civil en el gobierno de la Iglesia con la exigencia de que todos los curas en ejercicio contasen con licencia ministerial, lo que había dejado vacantes numerosas plazas. En abril de 1841 cincuenta y ocho clérigos firmaron una «manifestación del clero toledano» contra González Vallejo, hecha pública en El Católico y El Correo Nacional, al tiempo que los capitulares se negaron a recibir cualquier despacho que no llevase la firma del propio deán y cabildo, como en tiempos de sede vacante, lo que equivalía a negar la obediencia a González Vallejo. Algunos de los eclesiásticos firmantes fueron encarcelados y otros perdieron sus licencias, en un ambiente progresivamente más crispado. A comienzos de 1842 incluso el vicario que en su nombre se ocupaba de la administración en Toledo, Miguel Golfanguer, aunque también liberal, le presentó la dimisión cansado de las injerencias del gobernador civil. En tales circunstancias murió en Madrid, de un derrame cerebral, el 30 de abril de 1842. El 3 de mayo se reunió el cabildo para elegir vicario general y gobernador, recayendo el nombramiento precisamente en el dimisionario Golfanguer que dos años después, ya coronada Isabel II, entregó el gobierno al cabildo, como sede vacante, que no sería cubierta hasta la elección de Juan José Bonel y Orbe en octubre de 1847.